# Věcov
Věcov (německy Wietzau) je obec v okrese Žďár nad Sázavou v kraji Vysočina. Žije zde 703 obyvatel.

## Název
Název vesnice byl odvozen od osobního jména Věc nebo Viec, což byla domácká podoba některého jména začínajícího na Viec- (např. Viecemil). Význam místního jména byl "Věcův/Viecův majetek".

## Historie
První písemná zmínka o obci pochází z roku 1392.

## Části obce
- Věcov
- Jimramovské Pavlovice
- Koníkov
- Míchov
- Odranec
- Roženecké Paseky

## Školství
- Základní škola a Mateřská škola Věcov

## Pamětihodnosti
- Roubená či zděná stavení
- Zvonička – stojí v obci Míchov, pochází z roku 1879
- Kříž – z roku 1859, tyčí se v obci Míchov
- Korábský mlýn – nachází se na břehu Věcovského potoka asi 1 km od obce
- Javor klen – roste v Odranci u č.p. 24
- Památná lípa velkolistá – nachází se v Jimramovských Pavlovicích u bývalého lihovaru
- Pomník broučků spisovatele Jana Karafiáta mezi Zubřím a Koníkovem

## Obyvatelstvo
| Rok            | 1869 | 1880 | 1890 | 1900 | 1910 | 1921 | 1930 | 1950 | 1961 | 1970 | 1980 | 1991 | 2001 | 2006 | 2014 |
| Počet obyvatel | 1725 | 1640 | 1629 | 1573 | 1550 | 1475 | 1353 | 934  | 877  | 777  | 694  | 691  | 679  | 660  | 709  |